# أليس داماتو
أليس داماتو (بالإيطالية: Alice D'Amato) هي لاعبة جمباز فني إيطالية، ولدت في 7 فبراير 2003 في جنوة في إيطاليا،وفي أولمبياد باريس 2024 حصلت على الميدالية الذهبية في مسابقة عارضة التوازن.

## وصلات خارجية
- أليس داماتو على موقع الاتحاد الدولي للجمباز (licence) (الإنجليزية)
- أليس داماتو على موقع الاتحاد الدولي للجمباز (biography) (الإنجليزية)
- أليس داماتو على موقع أوليمبيديا (الإنجليزية)
- أليس داماتو على موقع اللجنة الأولمبية الإيطالية (الإيطالية)